# Challenger de Savannah 2023
El torneo Savannah Challenger 2023 fue un torneo de tenis perteneció al ATP Challenger Tour 2023 en la categoría Challenger 75. Se trató de la 13ª edición; el torneo tuvo lugar en la ciudad de Savannah (Estados Unidos), desde el 24 hasta el 30 de abril de 2023 sobre pista de tierra batida (verde) al aire libre.

## Jugadores participantes del cuadro de individuales
| Favorito | País                      | Jugador             | Rank1 | Posición en el torneo |
| -------- | ------------------------- | ------------------- | ----- | --------------------- |
| 1        | Bandera de Bélgica        | Zizou Bergs         | 156   | Cuartos de final      |
| 2        | Bandera de Argentina      | Facundo Díaz Acosta | 161   | CAMPEÓN               |
| 3        | Bandera de Francia        | Enzo Couacaud       | 163   | Primera ronda         |
| 4        | Bandera de Argentina      | Nicolás Kicker      | 211   | Cuartos de final      |
| 5        | Bandera de Túnez          | Aziz Dougaz         | 236   | Cuartos de final      |
| 6        | Bandera de Canadá         | Alexis Galarneau    | 238   | Primera ronda         |
| 7        | Bandera de Estados Unidos | Mitchell Krueger    | 270   | Cuartos de final      |
| 8        | Bandera de Estados Unidos | Alex Michelsen      | 274   | Primera ronda         |

- 1 Se ha tomado en cuenta el ranking del 17 de abril de 2023.

### Otros participantes
Los siguientes jugadores recibieron una invitación (wild card), por lo tanto ingresan directamente al cuadro principal (WC):
- Martin Damm
- Toby Kodat
- Patrick Kypson

Los siguientes jugadores ingresan al cuadro principal tras disputar el cuadro clasificatorio (Q):
- Mateus Alves
- Tristan Boyer
- Federico Agustín Gómez
- Kyrian Jacquet
- Bruno Kuzuhara
- Colin Sinclair

## Campeones

### Individual Masculino
- Facundo Díaz Acosta derrotó en la final a  Tristan Boyer, 6–3, 6–1

### Dobles Masculino
- William Blumberg /  Luis David Martínez derrotaron en la final a  Federico Agustín Gómez /  Nicolás Kicker, 6–1, 6–4